# Pierre Fraser
Compléments
Principaux axes de recherche : inscription sociale du corps, impacts des technologies sur le corps, autonomisation de l'individu.
Pour les articles homonymes, voir Fraser.
Pierre Fraser, né en 1955 à Chicoutimi (Québec, Canada), est un sociologue spécialisé dans les champs de recherche suivants : sociologie du discours, sociologie du corps, et sociologie de la santé. À la retraite depuis juin 2020, il se consacre désormais à la recherche en sociologie visuelle.
Pierre Fraser est détenteur d'un doctorat en sociologie de l'Université Laval à la suite de la soutenance d'une thèse intitulée Les conditions d'émergence de la lutte contre l'obésité. Il est également détenteur d'une maîtrise en linguistique de l'Université Laval sous la direction de Georges Vignaux et de Khadiyatoullah Fall intitulée Pistes d’exploration pour l’élaboration d’un système formel de montée an abstraction et d’émergence de catégories linguistiques. Il est aussi détenteur d'un baccalauréat en linguistique de l'Université du Québec à Chicoutimi. De plus, il a également poursuivi des études doctorales en sciences cognitives en 2000 à l'Université  du Québec à Montréal sous la direction de Gilbert Paquette, études qu'il a dû abandonner en janvier 2001 pour des raisons de santé. Ses travaux sont surtout reconnus au niveau de l'inscription sociale du corps et de ses représentations dans le cadre du projet de recherche universitaire H+/L'humain augmenté. 

## Parcours
Dès la fin de son baccalauréat en linguistique à l'UQAC, il se retrouve à la fois enseignant et conseiller pédagogique au Collège de Jonquière entre 1984 et 1989. En 1989, il met sur pied la firme Accès Logique 2000, qui se spécialisera dans la conception d’un système d’interrogation en langue naturelle de base de données. 
En 1995, il se joint comme chef de projet à l’équipe de Solutions Internet Technilogic (SIT) et développe un système de gestion documentaire. À l'été 1997, recruté par Mario Girard, il se joint au groupe GESPRO pour développer un système intelligent permettant de résumer des textes. En 1999, GESPRO crée l'entité corporative nStein Technologies pour finaliser le développement de ce qui deviendra «Technologie de l'ADN linguistique», ce qui permettra à l'entreprise d'entrer en Bourse en juin 2000. 
En août 2000, il quitte nStein Technologies pour le laboratoire LICEF de la TÉLUQ où il se spécialise en apprentissage en ligne (eLearning). Entre 2003 et 2006, il agit comme consultant indépendant au niveau de l'apprentissage en ligne auprès des organismes publics et des entreprises privées. De juin 2006 à aujourd'hui, il se remet à la recherche scientifique dans le domaine de la sociologie, du cinéma et du documentaire (accessoirement en sciences cognitives lorsque son expertise est requise). 
À la demande de différents acteurs sociaux de la région de Québec, de janvier 2015 à décembre 2015,  il a été appelé à concentrer ses recherches en sociologie visuelle, produisant ainsi quatre courts documentaires à portée sociale : Requiem pour une église sorti le 12 mars 2015 ;  L'austérité n'affecte personne  sorti le 4 juin 2015 ; Précarité : du salariat au précariat sorti le 3 septembre 2015 ; J'ai faim : l'invisible réalité, sorti le 15 décembre 2015.
En janvier 2016, dégagé de ses obligations face à la sociologie visuelle, il retourne à l'enseignement universitaire (Université de Moncton à son campus d'Edmundston, Université Laval) et à la recherche. Depuis janvier 2016, il s'est remis à la recherche sur l'innovation technologique en proposant une approche qui permet d'analyser le phénomène en utilisant le concept de mythe technoscientifique.

## Recherches scientifiques
Pierre Fraser a été impliqué, de 2010 à 2012, avec d'autres chercheurs, dont le philosophe et logicien Georges Vignaux, dans un projet de recherche scientifique à la fois sociologique et philosophique intitulé H+/L'humain augmenté visant à dégager les tendances profondes qui ont conduit à l’identification ultime au corps et comment celles-ci sont en  passe de reconfigurer l’ensemble de la société à l’aune des nanotechnologies, des biotechnologies, des neurotechnologies, de la génétique, des sciences cognitives et de l’intelligence artificielle, le tout fédéré sous la bannière du transhumanisme.

## Filmographie
- Verdir la ville un arbre à la fois[9] (2019)
- Au-delà du sacré, le défi du patrimoine religieux[10] (2019)
- À mobilité réduite[11] (2018)
- Précarité, du salariat au précariat[12] (2017)
- J'ai faim, l'invisible réalité[13] (2016)
- Requiem pour une église[14] (2015)
- L'austérité n'affecte personne[15] (2015)